# پوشاک پی‌وی‌سی

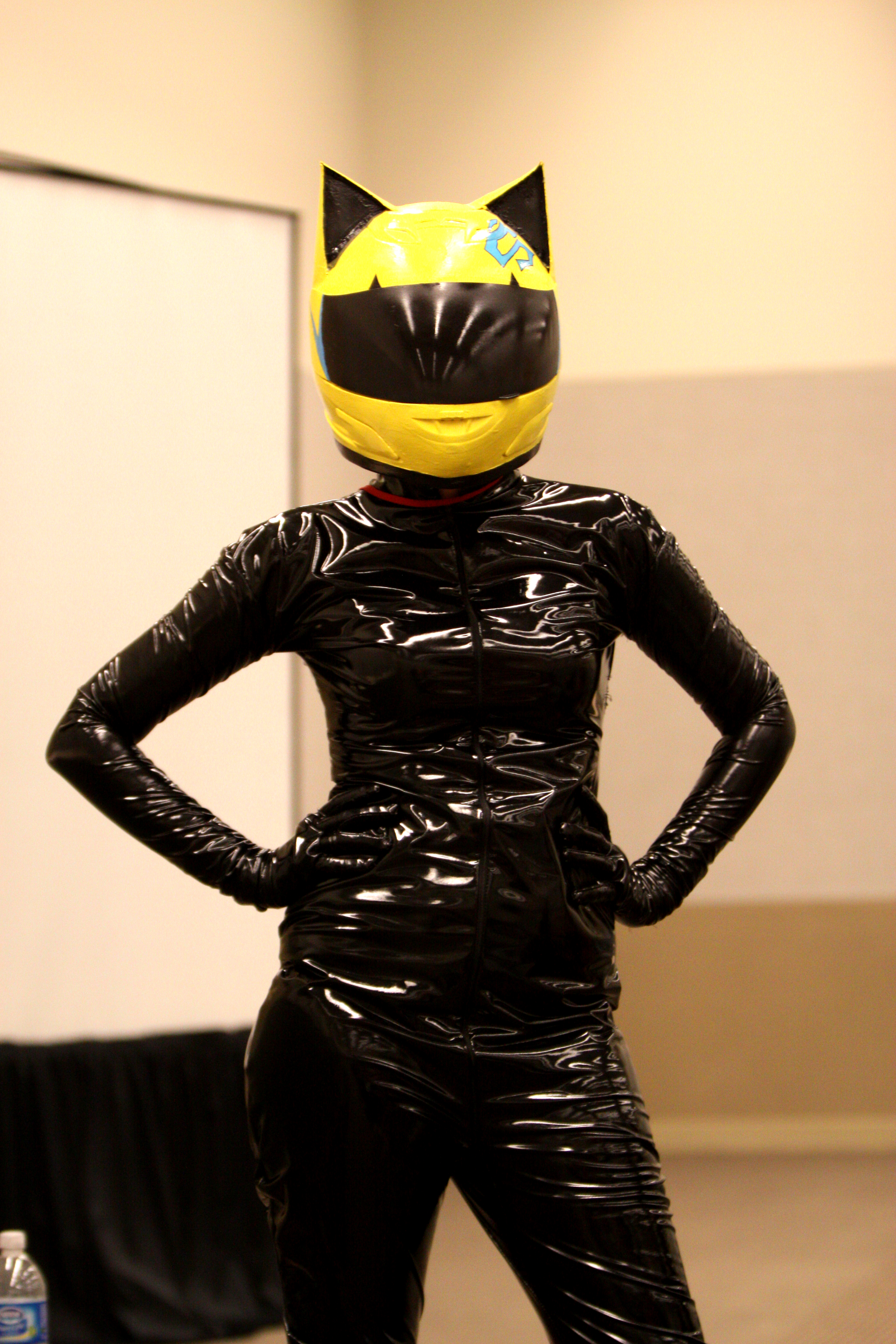
پوشاک پی‌وی‌سی

پوشاک پی‌وی‌سی پوشاکی براق است که از پلی‌وینیل کلراید پلاستیکی (PVC) ساخته شده‌است. پلاستیک پی‌وی‌سی بیشتر «وینیل» نامیده می‌شود و این نوع پوشاک معمولاً به عنوان «لباس وینیل» نیز شناخته می‌شود. پوشاک PVC گاهی اوقات با چرم براق اشتباه گرفته می‌شود.
عبارات پی‌وی‌سی و "PU" نیز معمولاً توسط خرده فروشان برای لباس‌های ساخته شده از پارچه‌های براق با روکش پلاستیکی به جای یکدیگر استفاده می‌شوند. استفاده از PVC در پوشاک در طول پیشرفت صنعت مد در دهه ۱۹۶۰ و اوایل دهه ۱۹۷۰ میلادی تثبیت گردید.